# 일용직

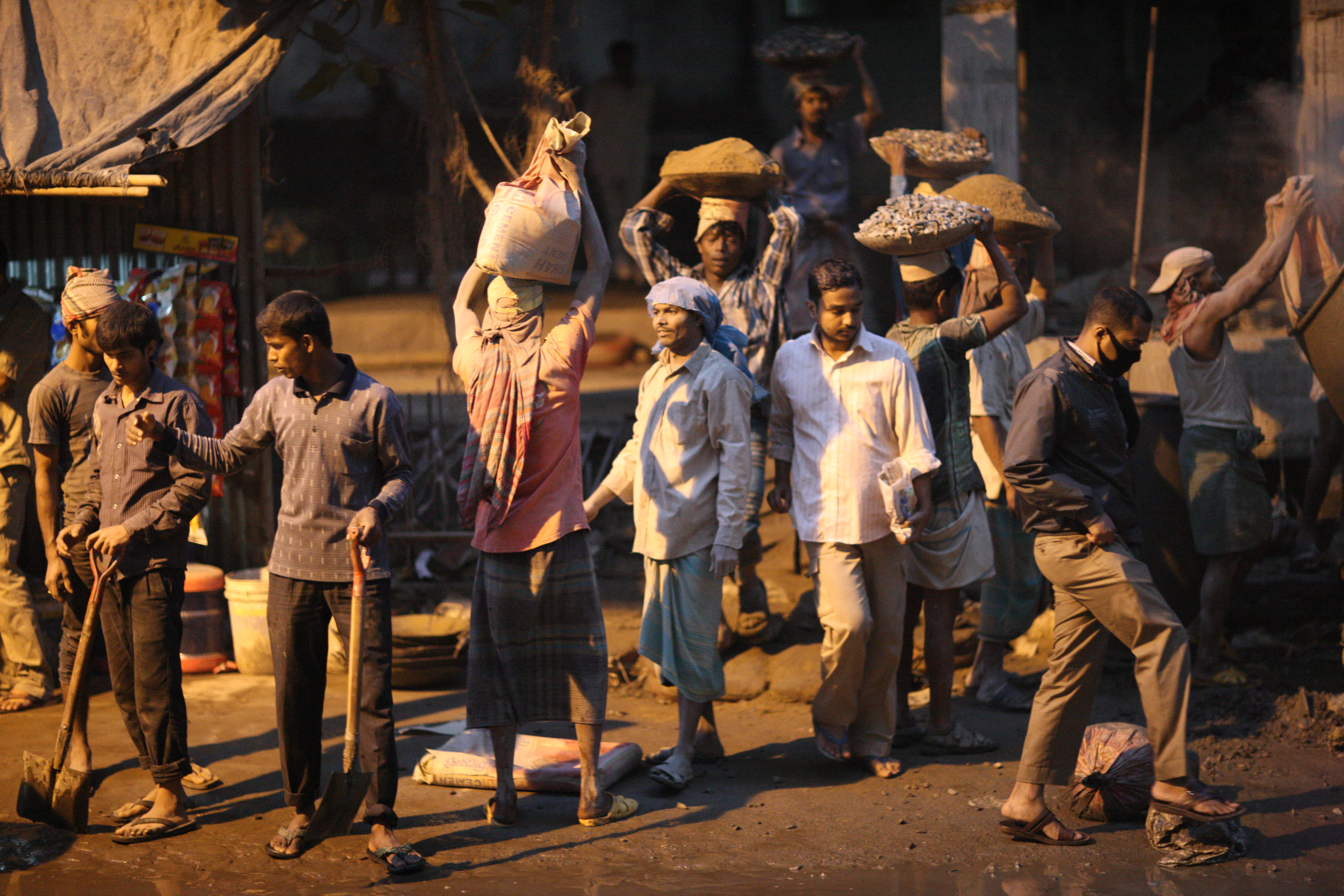
Construction labors in Chittagong, Bangladesh.

일용직(日傭職, 영어: day labor)은 통상 근로와는 달리, 하루를 단위로 근로계약을 체결하여 품삯을 받는 직위나 직무, 직종을 가리킨다. 특정 기간 동안 시급이나 일당을 받고 일하는 비정규직의 일종이다. 임시직, 계약직과는 또다른 형태의 고용이다. 다른 명칭으로는 일당직, 날일꾼 등으로도 부른다.
하루 단위의 계약기간으로 고용되고, 당일의 종료로써 근로계약도 종료하는 계약형식의 근로자이다. 1일 이상 계속 근로할 것이 명시적, 묵시적으로 체결되어 있고, 임금이 매일 지급되는 일급제근로자는 일용근로자라 할 수 없으며, 일용근로자라할지라도 3개월을 초과하여 사용된 경우에는 일반 근로자와 같이 30일 전의 해고 예고 및 예고 수당지급에 관한 규정이 적용될 수 있다.

## 직업별 일용직
우정노동자
대한민국의 우정사업본부에 소속된 우체국, 우편집중국에서는 우정실무원으로 불리는 일용직 노동자를 고용한다. 고용계약기간은 3개월이며 3개월이 지나면 고용계약기간이 연장된다. 임금은 하루종일 일하는 전일제이냐, 저녁 4시간동안 일하는 파트타임이냐 하는 노동시간에 따라 차등을 두는 일당으로 계산되어 매월 7일에 지급되며, 근로계약서에 명시된 노동시간이외의 노동인 시간외 노동이 발생할 경우에는 시간외 노동수당을 지급한다. 시간외 노동수당은 야간과 주간으로 구분한다. 2년이상 노동하면 고용기간이 정해지지 않은 비정규직 노동자인 무기계약직으로 전환된다. 생활임금, 그러니까 생활에 어려움이 없는 임금에 미치지 못하는 저임금, 고용기간이 정해져 있는 고용불안, 등기소포, 대량 발송 편지, EMS, 국제우편 같은 무거운 우편을 다루기 때문에 근골격계 질환이 발생하기 쉬운 위험한 노동환경 등의 해결할 문제들이 많이 있다. 명절이나 대통령 선거기간처럼 우편소통량이 많아지는 소통기간에 고용하는 일용직도 있다.

### 공공기관 및 공기업
공공기관과 각종 공기업에서는 주로 기존 근무자가 출산 휴가나 고용 휴직, 육아 휴직, 질병 휴직, 장기 해외 여행, 파견근무 등을 신청했을 때의 기간 중 대체인력을 고용하는데 이때의 대체인력은 기간제 근로자 혹은 일용직 신분으로 고용된다. 기관 혹은 기업의 임시직이나 각종 사무보조원 혹은 해당 공공기관 및 공기업에서 추진하는 한시사업에 의해 고용되는 한시 사업 보조인력 외의 비정규직으로, 역할은 정규직의 업무를 대행하지만 신분은 비정규직이다. 이들 대체인력 일용직은 계약연장이 되지 않는 대신 해당 공공기관, 공기업의 직원에 준하는 규정이 적용되며, 근무평정의 적용을 받지 아니한다.

### 목욕업
목욕업의 경우 때밀이가 일용직으로 일하는 경우가 있다. 때밀이는 보증금을 내고 영업하는 자영업자이거나, 자영업자로 일하는 때밀이에게 월급을 받고 일하는 월급제 때밀이로 일하지만, 명절이나 주말처럼 손님이 늘어나면 일용직을 고용한다. 이를 스피아라고 부른다.(스피어는 통상 스페어의 오류로 보인다.)

## 다른 비정규직과의 차이점
기관, 사업체에 따라서 일용직은 보통의 계약직과 달리 주차 수당과 월차 수당을 미지급하거나, 일부만 지급하는 사례도 있다.

## 건설업계 일용직 노동자의 권리 보호 문제
건설업계 일용직 노동자는 심각한 임금 체불로 노동력 착취를 당하고 있다. 그외 안전교육 미실시와 무리한 공사 강행으로 인한 산업재해 위험, 미흡한 산업재해보상(하루 일당의 50%를 기준으로 계산됨), 노동자의 최소한의 권리보호장치인 근로계약서의 미작성 등으로 노동자의 권리가 제대로 보호받지 못하는 문제점을 갖고 있다. 대한민국 일용직 노동자의 임금은 1980년대 후반 25000원 수준으로 일반 사무직의 2배,3배 수준이었으나 2000년대 들어서는 6만원 수준으로 타 직종과 비슷하거나 낮은편이다.

## 일용직 근로계약서
사용자는 1일 단위로 근로계약이 체결되고 만료되는 근로자를 채용할 경우, 일용직 근로계약서를 작성해야한다. 일용직 근로계약의 경우 비정규 근로계약에 해당하지만, 일일 단위로 근로계약을 체결하는 것이 연속하여 2년을 초과할 경우 기간의 정함이 없는 근로계약으로 전환될 수 있다. 또한 일일 단위로 근로하는 근로계약이 연속하여 1주 단위를 초과할 경우 해당 기간 근로자가 주 15시간 이상을 근로 제공 시 주휴일 및 주휴수당이 적용될 수 있다. 일용직은 기간제 근로자 또는 단시간 근로자에 해당하므로 기간제 및 단시간근로자 보호 등에 관한 법률 제 24조에 따라 근로자에게 일용직 근로계약서 1부를 반드시 교부하여야 한다.
일용직 근로계약서 양식 및 해설서 참고

## 같이 보기
- 비정규직
- 최저임금
- 생활임금
- 노동 빈곤층
- 프리캐러티(영어판)
- 농민공